# Mercurochrome
Le Mercurochrome (ou Laboratoires Mercurochrome) est une marque de produits parapharmaceutiques française fondée en 1919.
La marque appartient aux Laboratoires Juva Santé, du Groupe Urgo, depuis 1997.

## Historique
L'entreprise est particulièrement connue pour avoir commercialisé la merbromine, ou mercurescéine, comme antiseptique durant plus de 80 ans.

## Produits
La merbromine est découverte par l'américain Hugh H. Young en 1918 et commercialisée dès 1919. Le nom est créé à partir du préfixe mercuro-, tiré de l'élément mercure, et de chrome, qui signifie en grec « couleur ».

## Controverse
Le 7 juin 2017, l'UFC Que choisir dénonce la présence d'un perturbateur endocrinien dans un produit de la marque, le gel à l'arnica.